# Andrew Pragnell
Andrew Pragnell (17 de noviembre de 1977) es un deportista neozelandés que compitió en judo. Ganó cinco medallas en el Campeonato de Oceanía de Judo entre los años 2002 y 2014.

## Palmarés internacional
| Campeonato de Oceanía | Campeonato de Oceanía      | Campeonato de Oceanía | Campeonato de Oceanía |
| Año                   | Lugar                      | Medalla               | Categoría             |
| --------------------- | -------------------------- | --------------------- | --------------------- |
| 2002                  | Wellington (Nueva Zelanda) | Medalla de plata      | Abierta               |
| 2002                  | Wellington (Nueva Zelanda) | Medalla de bronce     | –100 kg               |
| 2004                  | Numea (Francia)            | Medalla de bronce     | –100 kg               |
| 2006                  | Papeete (Francia)          | Medalla de oro        | –100 kg               |
| 2014                  | Auckland (Nueva Zelanda)   | Medalla de bronce     | +100 kg               |